# Pamela Mouele-Mboussi
Pamela Chardene Mouele-Mboussi, née le 7 mai 1988 à Brazzaville, est une sauteuse en longueur et triple sauteuse congolaise. Mouele-Mboussi représente la République du Congo aux Jeux olympiques d'été de 2008 à Pékin, où elle a porté le drapeau national pour son équipe lors de la cérémonie d'ouverture. Mouele-Mboussi a concouru pour le saut en longueur féminin, où elle s'est classée trente-cinquième au classement général, avec un saut de 6,06 mètres qui établit par là un record national.
Mouele-Mboussi a également établi un record personnel de 11,87 m pour le triple saut aux Jeux africains de 2007 à Alger, en Algérie.